# Jonathan Smith (tennista)
Jonathan Smith (Devon, 29 gennaio 1955) è un ex tennista britannico.

## Carriera
In carriera ha vinto 2 titoli di doppio. Nei tornei del Grande Slam ha ottenuto il suo miglior risultato raggiungendo le semifinali di doppio agli Australian Open nel 1978, in coppia con il connazionale Andrew Jarrett.
In Coppa Davis ha disputato un totale di 6 partite, ottenendo 2 vittorie e 4 sconfitte.

## Statistiche

### Doppio

#### Vittorie (2)
| Numero | Anno            | Torneo                       | Superficie | Compagno       | Avversari in finale             | Punteggio |
| 1.     | 17 gennaio 1982 | Heineken Open, Auckland      | Cemento    | Andrew Jarrett | Larry Stefanki Robert Van't Hof | 7–5, 7–6  |
| 2.     | 3 gennaio 1983  | Melbourne Outdoor, Melbourne | Erba       | Eddie Edwards  | Broderick Dyke Wayne Hampson    | 7–6, 6–3  |

### Doppio

#### Finali perse (5)
| Numero | Anno              | Torneo                                        | Superficie  | Compagno        | Avversari in finale           | Punteggio     |
| 1.     | 10 gennaio 1977   | Heineken Open, Auckland                       | Erba        | Peter Langsford | Chris Lewis Russell Simpson   | 6–7, 4–6      |
| 2.     | 8 gennaio 1979    | Heineken Open, Auckland                       | Cemento     | Andrew Jarrett  | Bernard Mitton Kim Warwick    | 3–6, 6–2, 3–6 |
| 3.     | 14 settembre 1980 | British Hard Court Championships, Bournemouth | Terra rossa | Andrew Jarrett  | Eddie Edwards Lennert Edwards | 3–6, 7–6, 6–8 |
| 4.     | 27 aprile 1981    | Paris Open, Parigi                            | Cemento     | Andrew Jarrett  | Ilie Năstase Yannick Noah     | 4–6, 4–6      |
| 5.     | 10 gennaio 1982   | South Australian Open, Adelaide               | Erba        | Andrew Jarrett  | Mark Edmondson Kim Warwick    | 5–7, 6–4, 6–7 |